# Крайние точки Беларуси
Крайние точки Беларуси находятся:

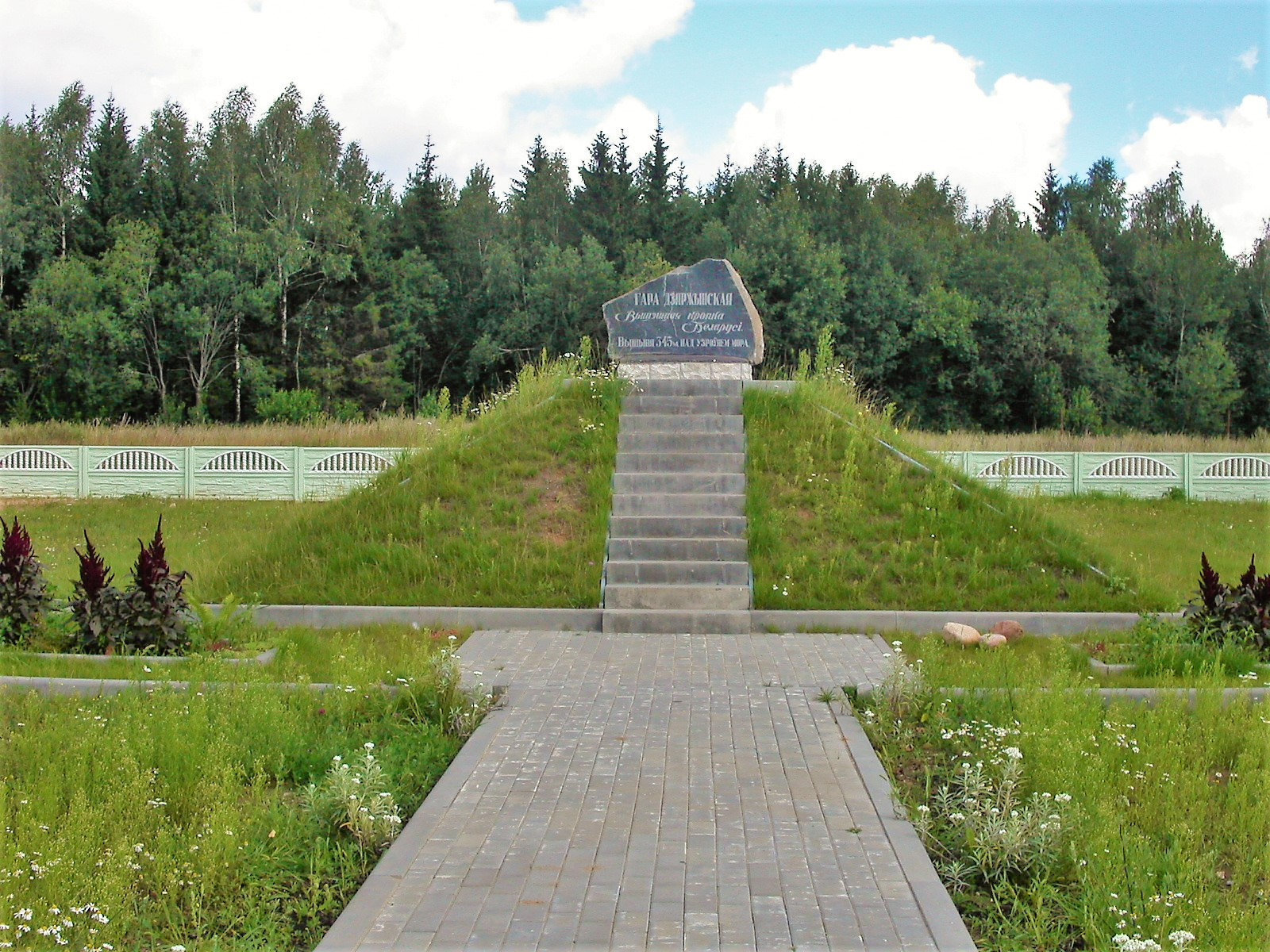
Высшая точка — гора Дзержинская

- Северная точка — окрестности деревни Прошки Освейского сельсовета Верхнедвинского района Витебской области (56°10′19″ с. ш. 28°08′22″ в. д.HGЯO)
- Южная точка — окрестности деревни Нижние Жары Комаринского сельсовета Брагинского района Гомельской области (51°15′43″ с. ш. 30°32′22″ в. д.HGЯO)
- Западная точка — окрестности деревни Крынки Волчинского сельсовета Каменецкого района Брестской области (52°16′59″ с. ш. 23°10′42″ в. д.HGЯO)
- Восточная точка — окрестности агрогородка Липовка Хотимского района Могилёвской области (53°23′35″ с. ш. 32°46′37″ в. д.HGЯO)
- Центральная точка — окрестности деревни Дукорщина Смиловичского сельсовета Червенского района Минской области (53°43′01″ с. ш. 27°58′39″ в. д.HGЯO)
- Высшая точка (345 м) — гора Дзержинская в окрестности агрогородка Скирмунтово Путчинского сельсовета Дзержинского района Минской области (53°50′55″ с. ш. 27°03′57″ в. д.HGЯO)
- Низшая точка (75 м) — урез реки Неман в месте, где от реки на восток отходит граница с Литвой в окрестности деревни Привалки Гожского сельсовета Гродненского района Гродненской области (53°58′09″ с. ш. 23°54′59″ в. д.HGЯO)

На высшей, центральной и восточной точках установлены памятные знаки.